# Idioma yaminahua
El yaminahua, también escrito yaminawa, es una lengua panoana de la Amazonia occidental. Lo hablan los yaminahuas y algunos pueblos afines.
Yaminahua constituye un extenso grupo de dialectos. Los dialectos atestiguados son dos o más dialectos brasileños de Yaminahua, Yaminahua peruano, Chaninawa, Chitonawa, Mastanawa, Parkenawa (= Yora o "Nawa"), Shanenawa (Xaninaua, = Katukina de Feijó), Sharanawa (= Marinawa), Shawannawa (= Arara), Yawanawá, Yaminawa-arara (obsoleto; muy similar a Shawannawa/Arara), Nehanawa †).
Muy pocos yaminahua hablan español o portugués, aunque los shanenawa en su mayoría han cambiado al portugués.

## Fonología
Las vocales de yaminahua son /a, i, ɯ, u/. /i, ɯ, u/ también se puede escuchar como [ɪ, ɨ, o].  Sharanawa, yaminahua y yora tienen contrapartes nasalizadas para cada una de las vocales y demuestran una nasalización contrastante.
|                 | Bilabial | Alveolar | Retrofleja | Palatal | Velar | glotal |
| --------------- | -------- | -------- | ---------- | ------- | ----- | ------ |
| Oclusiva        | p        | t        |            |         | k     |        |
| Africada        |          | t͡s       |            | t͡ʃ      |       |        |
| Fricativa       | ɸ        | s        | ʂ          | ʃ       |       | h      |
| Nasal           | m        | n        |            |         |       |        |
| Aproximante     |          | ( l )    |            | j       | w     |        |
| Vibrante simple |          | ɾ        |            |         |       |        |

[l] se escucha como un alófono de /ɾ/. /j/ también se puede escuchar como nasal [ɲ].
Yawanawá tiene un inventario fonémico similar al de yaminahua, pero utiliza una fricativa bilabial sonora /β / en lugar de la fricativa bilabial sorda /ɸ / .  Yawanawá y Sharanahua tienen un fonema adicional, la aproximante labiovelar sonora /w / .   Shanewana tiene una fricativa labiodental /f / en lugar de /ɸ / . 
Yaminawa tiene un tono contrastante, con dos tonos superficiales, alto (H) y bajo (L). 

## Gramática
Yaminahua es un lenguaje polisintético, principalmente de sufijos, que también utiliza compuestos, nasalización y alternancia de tonos en la formación de palabras. Yaminahua exhibe ergatividad dividida; los sustantivos y los pronombres de tercera persona siguen líneas ergativo-absolutivo, mientras que los pronombres de primera y segunda persona siguen líneas nominativo-acusativo. La morfología verbal de yaminahua es extensa y codifica significados y categorías afectivas (emocionales) como el movimiento asociado. El idioma yaminahua también tiene un conjunto de enclíticas de referencia de cambio que codifican relaciones de tema iguales o diferentes, así como relaciones de aspecto entre la cláusula dependiente (marcada) y la cláusula principal.